# Мандрикін Юхим Іванович
Юхим Іванович Мандрикин (1915-1998) — учасник Німецько-радянської війни, підполковник, Герой Радянського Союзу (1943).

## Біографія
Народився 2 січня (15 січня за новим стилем) 1915 року в селі Кручена Балка Медвеженського повіту Ставропольської губернії, нині Сальського району Ростовської області в сім'ї робітника. Росіянин.
Наприкінці 1929 року батька Юхима — Івана Васильовича — перевели працювати в село Хліборобне Цілинського району (тоді Західно-Кінозаводського району) Ростовської області, куди він переїхав з усією родиною.
Юхим працював у колгоспі імені Будьонного. У віці двадцяти років поїхав з Хліборобного для навчання у кооперативній школі. Пізніше, 1938 року, з відзнакою закінчив борошномельний технікум у місті Новочеркаську Ростовської області. Працював на елеваторі.
У Червоній Армії з 1939 року. Член ВКП(б) з 1939 року. 1941 року закінчив військово-політичне училище. На фронтах Німецько-радянської війни з липня 1941 року. Брав участь в обороні Москви, у Сталінградській битві, у звільненні Донбасу (зокрема, міста Торецька), Криму, міста Севастополя та Балтії.
Особливо відзначився у боях за Мелітополь, де він воював у званні підполковника на посаді командира стрілецького полку. У період з 14 по 16 жовтня 1943 року його стрілецький полк прикривав лівий фланг стрілецького корпусу, відбиваючи контратаки супротивника. Долаючи завзятий ворожий опір, у вуличних боях у Мелітополі воїни полку під командуванням Мандрикина завдали німцям значних втрат у живій силі та техніці. Командир полку було двічі поранений, але не залишив поле бою.
Після війни Мандрикін продовжував службу в армії. Понад 10 років служив військовим комісаром Орловської області. Закінчив курси удосконалення офіцерського складу при Військовій академії імені М. В. Фрунзе, а в 1953 році — Ростовський державний університет.
Коли у 1950-ті роки група орловських художників на чолі з А. І. Курнаковим (до неї входили Г. В. Дишленко та Л. І. Курнаков) працювала над створенням діорами «Орловська наступальна операція. Прорив німецької оборони біля деревні Мале Ізмайлово 12 липня 1943 року», Мандрикін брав участь у цій роботі як військовий консультант.
З 1970 року полковник Мандрикін перебував у відставці. Жив у Москві, де й помер 11 лютого 1998 року. Похований на Мітинському цвинтарі в Москві (дільниця 24).

## Пам'ять

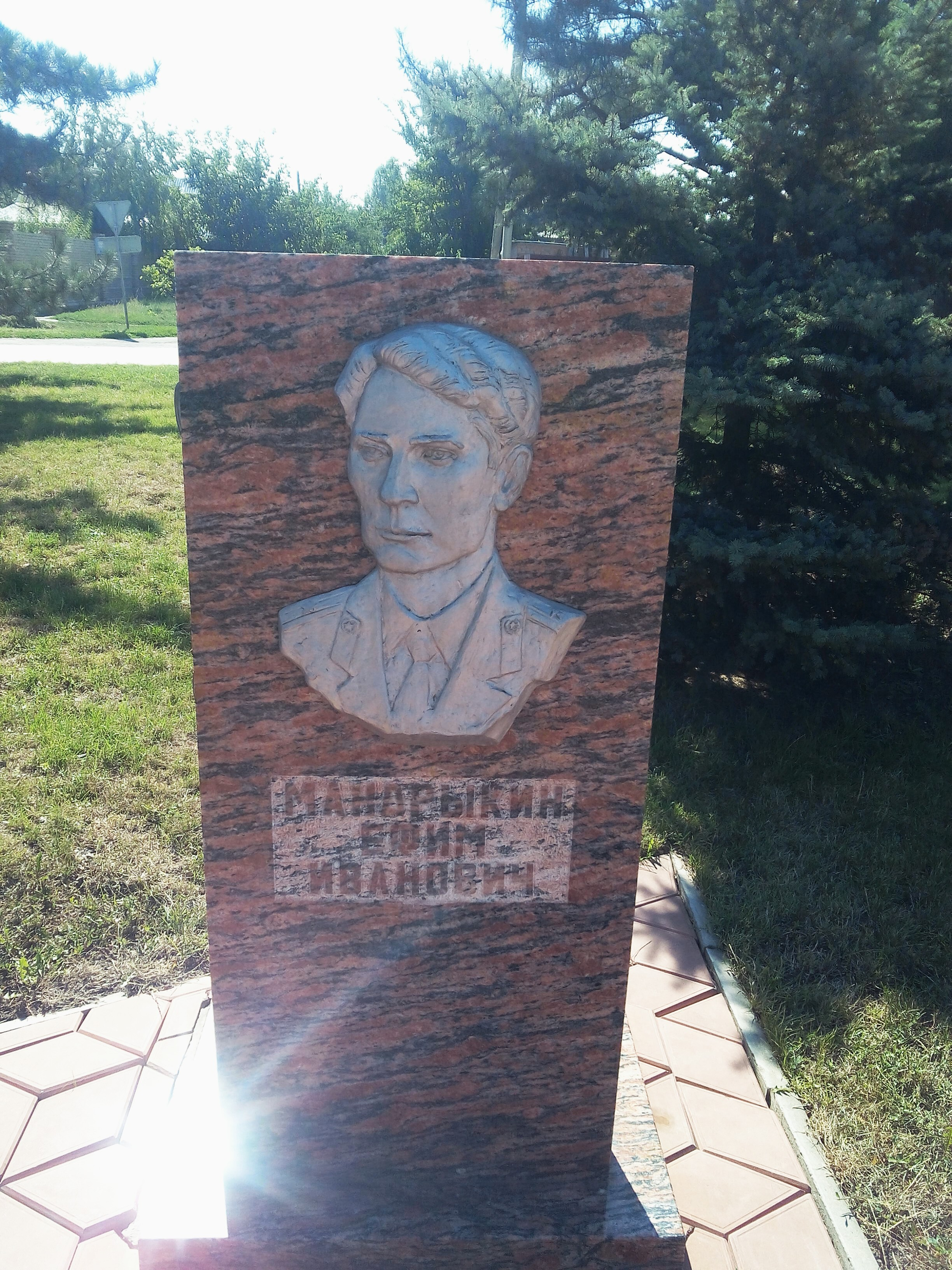
Пам'ятна стела із барельєфом Мандрикина на пл. Свободи в Сальську

- Пам'ятна стела із барельєфом Мандрикина на пл. Свободи в Сальську На Алеї Героїв на площі Свободи міста Сальська встановлено пам'ятну стелу з барельєфом Мандрикина[3].
- Спогади Мандрикина «Веління та біль пам'яті», видані після смерті автора його друзями із Сальська, були у 2000 році відзначені спеціальною авторською премією конкурсу, оголошеного урядом Москви до Дня Перемоги.
- Почесний громадянин Дзержинська.
- Почесний громадянин Мелітополя (1993).
- Почесний громадянин Сальська та Сальського району (1995)[4].

## Нагороди
- Указом Президії Верховної Ради СРСР від 1 листопада 1943 року за вміле командування стрілецьким полком, зразкове виконання бойових завдань командування на фронті боротьби з німецько-фашистським загарбниками і виявлені при цьому мужність і героїзм підполковнику Мандрикину Євсипу Івановичу присвоєно звання Героя Радянського Союзу з врученням медалі «Золота Зірка» (№ 1291).
- Нагороджений орденами Червоного Прапора, Суворова 3-го ступеня, Олександра Невського, Вітчизняної війни 1-го ступеня, Червоної Зірки, медалями.